# Sharp GX33
Sharp GX33 је тропојасни GSM мобилни телефон који је дизајнирала Sharp Corporation (Јапан).
Овај модел је објављен за неколико тржишта Vodafone-a у септембру 2007.

## Карактеристике
- 640x480 CMOS дигитална камера
- 256К боја (укупно 176x220 тачака) (корисно 176x194 тачака) QCIF+ TFT LCD
- Тропојасни (GSM 900, 1800, 1900)
- Java виртуелна машина MIDP 2.0 + VSCL 1.1
- Bluetooth V1.1
- USB интерфејс (користи власнички кабл за пренос података)
- WAP Openwave v6.2.3
- MMS
- GPRS класa-10
- клијент е-поште само POP3
- часовник
- 6 будилника
- календар
- калкулатор
- конвертор валута
- побољшани именик

Будући да се издаје за јефтинија тржишта, телефону недостају следеће функције:
- Штоперица
- Тајмер
- Гласовно позивање
- MP3
- To-do листа
- SyncML

Прилагођени конектор се користи за пуњење батерије телефона и повезивање са рачунаром путем USB-а. Исти стил конектора користи се за многе Sharp-ове моделе мобилних телефона.
Sharp GX33 је дизајниран за рад са сопственим софтвером Handset Manager. Дакле, можда неће радити исправно са неким стандардним апликацијама за синхронизацију са рачунаром: на пример, даљинско очитавање нивоа батерије није подржано.